# Ачукарро, Игнасио
Игнасио Ачукарро Айала (исп. Ignacio Achúcarro Ayala; 31 июля 1936, Асунсьон — 14 августа 2021) — парагвайский футболист, защитник.

## Карьера
Игнасио начал свою карьеру в составе футбольного клуба «Олимпия» из Асунсьона в 1956 году. В 1958 году перешел в испанский футбольный клуб «Севилья», в составе которого играл на протяжении 10 лет. За это время провел 210 матчей, в которых забил 10 мячей. В 1969 году вернулся в состав футбольного клуба «Олимпия», где и завершил карьеру в 1970 году.
С 1956 по 1958 год играл за национальную сборную. Принимал участие в чемпионате мира 1958 года.